# NGC 4728C
NGC 4728C (другое обозначение — PGC 214033) — галактика в созвездии Волосы Вероники.
Этот объект не входит в число перечисленных в оригинальной редакции «Нового общего каталога» и был добавлен позднее.